# Frans van de Ruit
Frans van de Ruit (Ámsterdam, 27 de marzo de 1946-Ámsterdam, 31 de diciembre de 2006) fue un deportista neerlandés que compitió en ciclismo en la modalidad de pista. Ganó una medalla de bronce en el Campeonato Mundial de Ciclismo en Pista de 1966, en la prueba del kilómetro contrarreloj.

## Medallero internacional
| Campeonato Mundial | Campeonato Mundial | Campeonato Mundial | Campeonato Mundial    |
| Año                | Lugar              | Medalla            | Competición           |
| ------------------ | ------------------ | ------------------ | --------------------- |
| 1966               | Fráncfort ( RFA)   | Medalla de bronce  | 1 km contrarreloj (A) |